# Fender Musicmaster
La Fender Musicmaster est un modèle de guitare électrique créé par la marque Fender dont la production débute en avril 1956. Ce nouvel instrument présenté dans la gamme Fender est destiné aux guitaristes débutants.

## Conception et développement
Cette guitare est un modèle de guitare électrique, solid boby (à caisse pleine) économique qui se décline en deux versions. La Musicmaster qui ne possède qu'un micro simple bobinage incliné, positionné près du manche et la Duo Sonic entièrement identique à la première mais qui reçoit un deuxième micro, perpendiculaire aux cordes, placé près du chevalet. Le diapason adopté est plus court que sur la Stratocaster, respectivement 22,5 pouces (57,15 cm) et 25,5 pouces (64,77 cm), pour attirer le jeune public vers la marque.
La taille du corps est légèrement réduite par rapport à celle de ses ainées et un manche érable y est maintenu par quatre vis. La tête de manche reprend la forme de la Stratocaster. Le premier pickguard utilisé est fabriqué en aluminium laqué en noir mais les traces d'usure causées par le médiator révèlent le métal donc le pickguard est rapidement remplacé par un modèle en aluminium anodisé or recouvert d'un vernis transparent.
La Musicmaster, bien que plus petite que ses ainées, destinée à un public débutant et proposée à un prix abordable, est un instrument robuste et de grande qualité qui le place au même rang que les modèles destinés aux professionnels.

## Notoriété
En 1955, durant dix semaines consécutives, le Rock'n'roll se place à la première place des Charts aux États-Unis lorsque l'instrument arrive sur le marché. Ce style musical naissant contribue au succès que connait l'instrument destiné aux jeunes générations. Les Musicmaster et Duo Sonic sont déclinées, au fil du temps, dans de nombreuses finitions : ainsi, les couleurs de la caisse seront assorties à un grand nombre de pickguard et de cache-micros différents. En 1964 le modèle Fender Mustang, largement inspiré par la Musicmaster, vient enrichir la gamme de guitares destinées aux guitaristes débutants. La Musicmaster est retirée du catalogue Fender en 1982.